# 新日本ツーリスト (香川県)
新日本ツーリスト株式会社（しんにほんツーリスト）は、香川県高松市に本社を置く、琴平バス（コトバス）グループの旅行会社である。
主にバスを利用した旅行商品（募集型企画旅行）の企画・販売を行っている。特に、四国への着地型旅行商品で知られる。そのほか、過去には琴平バスの都市間ツアーバス「コトバスエクスプレス」の企画も行っていた。高速路線バスへ移行した現在も、手配旅行として販売業務を継続している。

## 沿革
- 1983年8月 - 株式会社ポップツアーとして設立。
- 1984年9月 - 新日本ツーリスト株式会社に社名変更。
- 2005年3月 - 四国巡拝センター株式会社を設立。
- 2005年8月 - コトバスエクスプレスの運行開始。
- 2007年8月 - 高速ツアーバス予約サイト「kotobus-express.jp」オープン。
- 2008年11月 - バケーションくらぶツアー予約サイト「vacation-club.jp」オープン。
- 2009年12月 - 高速バス予約サイト「BUS489.net」オープン。
- 2010年7月 - お遍路ツアー専門、こころの旅人「kokotabi.net」オープン。
- 2010年9月 - 日帰りバスツアー「コトバスパック」開始。「kotobus-pack.jp」オープン。
- 2013年7月31日 - ツアーバス「コトバスエクスプレス」を同日出発便をもって琴平バス運行の高速路線バスへ移行。